# 枡田祐介
枡田 祐介（ますだ ゆうすけ、1990年〈平成2年〉5月16日 - ）は、日本の元プロバスケットボール選手。広島県出身。ポジションはシューティングガード。B3リーグ・しながわシティに所属していた。

## 来歴
広島県呉市出身。2006年4月、広島県立広島皆実高等学校に進学。1年生時よりベンチ入りし、インターハイ3年連続出場している。2年生時にはウインターカップにも出場。
2009年4月、鹿屋体育大学に進学し、インターカレッジに四年連続で出場した。同期には内村祥也、丸山公平がいた。広島の国体選抜選手としても活躍しており、卒業後は広島のクラブチームBEANSに所属した。
2013年のbjリーグドラフト会議で京都ハンナリーズより2巡目で指名され入団。bjリーグ 2013-14シーズンは16試合の出場に留まったが、bjリーグ 2014-15シーズンはプレーオフ含め47試合に出場した。シーズン終了後、契約満了となった枡田は福島ファイヤーボンズに移籍した。。
福島での枡田はbjリーグ 2015-16シーズン、レギュラーシーズン47試合に出場。はBリーグ初年度となった2016-17シーズンはレギュラーシーズン60試合全てに出場し、1試合平均3.8得点を挙げた。
シーズン終了後、自由契約となった枡田は岩手ビッグブルズに移籍した。
2019-20シーズン、東京サンレーヴスにと契約。2020-21シーズンにチームがB3.LEAGUEから退会する。その期間は東京都社会人連盟に加盟し、全日本社会人選手権東京都予選にエントリーし優勝した。
2021-22シーズン、運営会社が変わり、しながわシティとしてB3.LEAGUEに復帰する。キャプテンとなりチームを引っ張った。2021-22シーズンを最後に現役を引退した。

## 記録
| シーズン | チーム | GP | GS | MPG  | FG%  | 3P%  | FT%  | RPG | APG | SPG | BPG | TO  | PPG |
| -------- | ------ | -- | -- | ---- | ---- | ---- | ---- | --- | --- | --- | --- | --- | --- |
| 2013-14  | 京都   | 16 | 0  | 3.4  | 28.6 | -    | 0.0  | 0.1 | 0.2 | 0.0 | 0.0 | 0.2 | 0.2 |
| 2014-15  | 京都   | 45 | 3  | 7.5  | 51.7 | 0.0  | 63.2 | 0.3 | 0.5 | 0.3 | 0.0 | 0.2 | 1.6 |
| 2015-16  | 福島   | 47 | 26 | 15.1 | 44.4 | 21.4 | 44.4 | 1.5 | 0.9 | 0.6 | 0.1 | 0.4 | 2.7 |
| 2016-17  | 福島   | 60 | 29 | 18.4 | 43.0 | 20.6 | 58.8 | 1.5 | 0.8 | 0.8 | 0.0 | 0.4 | 3.8 |
| 2017-18  | 岩手   |    |    |      |      |      |      |     |     |     |     |     |     |